# Josef Saile
Josef Saile (* 23. Mai 1955) ist ein ehemaliger deutscher Fußballspieler.

## Sportliche Laufbahn
Josef Saile kam vom SV Hirrlingen und dem TSV Ofterdingen zu den Stuttgarter Kickers. Für die Kickers spielte er drei Jahre lang in der 2. Bundesliga Süd, er absolvierte 66 Spiele und erzielte dabei 14 Tore. Danach kehrte er nach Ofterdingen zurück und trainierte nach seiner Karriere in Hirrlingen die Herrenmannschaft und später auch Junioren. Zudem war er Bezirkstrainer beim Württembergischen Fußballverband.